# Стадион Федеративо Рејна дел Сисне
Стадион Федеративо Рејна дел Сисне (шп. Estadio Federativo Reina del Cisne је фудбалски стадион у Лохи, Еквадор. Стадион је свечано отворен 7. септембра 1980. Углавном се користи за фудбалске утакмице, а фудбалски клуб Либертад, тим из еквадорске фудбалске серије Б, игра као домаћин. Капацитет стадиона је 14.935 гледалаца.

## Историја
Што се тиче спортских такмичења, овај стадион је био домаћин на републичком нивоу.
Стадион игра важну улогу у локалном фудбалу, пошто су клубови Лоха, Универзитетска спортска лига Лоха, Спортски клуб Италија (Фудбалски клуб), Друштвено-спортски клуб града Лоха, ЈВК Футбол клуб, Лоха Футбол клуб, Борусиа и Либертад Футбол клуб некада играли и/или играју на овој локацији.
Овај стадион је место одржавања различитих спортских догађаја на покрајинском и локалном нивоу, као и позорница за разне културне догађаје, посебно музичке концерте (који се одржавају и у Колосеуму Сантјаго Фернандез Гарсија у Лохи).
Савезни стадион града Лохе, од 5. октобра 2005. године, променио је назив и преименован је у „Краљица лабуда“, одлуком Директоријума Спортског савеза Лоха (ФДЛ), субјекта који управља бином. Ова резолуција, усвојена договором, објављена је пред више од две хиљаде људи, 5. октобра 2005. године.